# Bas Eickhout

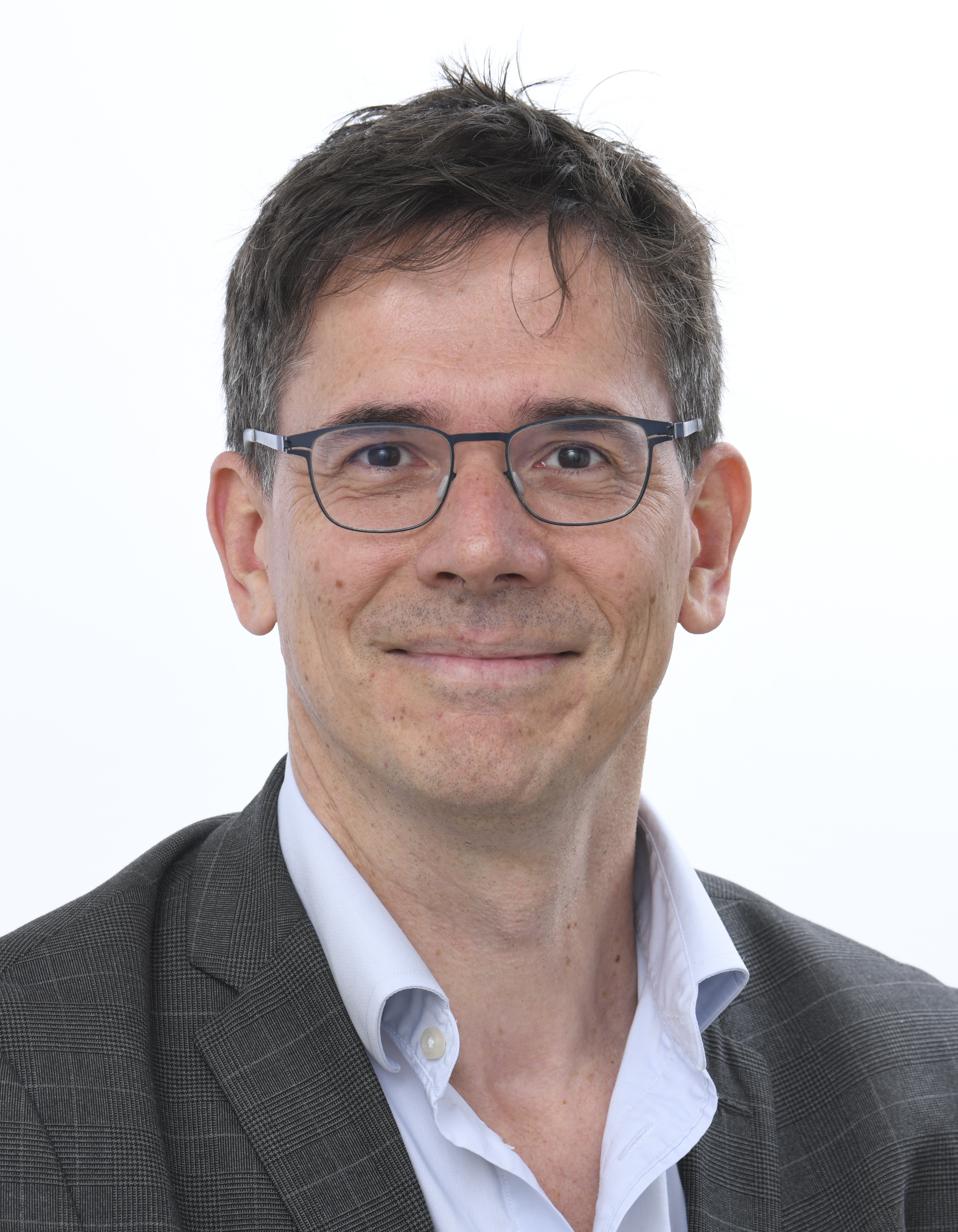
Bas Eickhout (2024)

Bas Eickhout (* 8. Oktober 1976 in Groesbeek) ist ein niederländischer Politiker der Partei GroenLinks. Eickhout ist seit 2009 Mitglied des Europaparlaments und wurde bei den Wahlen 2014, 2019 und 2024 wiedergewählt. Für die Europawahl 2019 trat Eickhout zusammen mit Ska Keller als Co-Spitzenkandidat der Europäischen Grünen an. Seit 2024 ist er einer der beiden Fraktionsvorsitzenden der Grünen/EFA im EU-Parlament. Eickhout gilt als Klimaschutzexperte.

## Ausbildung
Nach seiner Schulzeit am Cobbenhagen Kolleg in Tilburg studierte Eickhout von 1994 bis 2000 Chemie und Umweltwissenschaften an der Radboud-Universität Nijmegen. Nach seinem Studium erhielt Eickhout eine Anstellung am Rijksinstituut voor Volksgezondheid en Milieu (RIVM), wo er sich beruflich mit dem Klimawandel beschäftigte. Daneben engagierte sich Eickhout seit den 1990er Jahren politisch bei der Partei GroenLinks.

## Politische Karriere
2009 nominierte seine Partei GroenLinks Eickhout als Spitzenkandidat für die Europawahl 2009. Die Partei gewann 8,9 Prozent und damit 3 der 25 niederländischen Mandate, darunter neben Eickhout auch Marije Cornelissen und Judith Sargentini. Die drei traten der Fraktion Die Grünen/EFA bei.
Auch bei der Europawahl 2014 trat Eickhout wieder als auf dem ersten Listenplatz von GroenLinks an. Die Partei verlor leicht an Stimmen und zog nur noch mit zwei Abgeordneten in das achte Europäische Parlament ein – Eickhout und, wie zuvor, Judith Sargentini. In der achten Legislatur des Parlaments (2014–2019) war Eickhout Mitglied im Ausschuss für Umweltfragen, öffentliche Gesundheit und Lebensmittelsicherheit und in der Delegation für die Beziehungen zu den Vereinigten Staaten. Als Stellvertreter war er im Ausschuss für Wirtschaft und Währung und im Ausschuss für Landwirtschaft und ländliche Entwicklung tätig.
Für die Europawahl 2019 kandidierte Eickhout nicht nur wieder auf dem ersten Listenplatz von GroenLinks, sondern auch als europaweiter Spitzenkandidat der Europäischen Grünen. Auf dem Wahlparteitag der Europäischen Grünen in Berlin im November 2018 wählte die Delegierten neben der Deutschen Ska Keller Bas Eickhout mit mehr als 62 Prozent zum Spitzenkandidaten. Er setzte sich damit gegen die belgische Grüne Petra de Sutter durch. Bei der Wahl selbst gewann GroenLinks deutlich an Stimmen und damit drei der 26 niederländischen Mandate. Er trat wieder der Fraktion Die Grünen/EFA bei, zu deren Schatzmeister er auch gewählt wurde. In der neunten Legislatur (2019–2024) war er stellvertretender Fraktionsvorsitzender der Grünen/EFA und Mitglied im Ausschuss für Umweltfragen, öffentliche Gesundheit und Lebensmittelsicherheit. Seit der Europawahl 2024 ist er zusammen mit Terry Reintke Ko-Vorsitzender der Fraktion Die Grünen/EFA im Europäischen Parlament.